# Elaphria pulchra
Elaphria pulchra là một loài bướm đêm trong họ Noctuidae.